# Цветкова, Тамара Андреевна
Тамара Андреевна Цветкова (15 мая 1926, Ляпуново, Городецкий район — 2 августа 2013) — передовик советского сельского хозяйства, бригадир полеводческой бригады колхоза «Красный маяк» Городецкого района Горьковской области, Герой Социалистического Труда (1971).

## Биография
Родилась 15 мая 1926 года в деревне Ляпуново Городецкого района Нижегородской области в крестьянской семье. Русская. Окончила 4 класса.
С 1940 года работала дояркой в колхозе «Красный маяк», с 1943 года — помощницей полевода.
В годы Великой Отечественной войны, кроме работы в колхозе, она рыла окопы в Ивановской области и трудилась на лесозаготовках, а также участвовала в перегоне крупного рогатого скота в освобождённые после немецкой оккупации районы Калининской области.
В 1945 году окончила Городецкую районную колхозную школу. С 1945 года работала заведующей фермой, на торфозаготовках, снова заведующей фермой.
В 1950—1964 годах — звеньевая полеводов, с 1964 года — бригадир полеводческой бригады колхоза «Красный маяк». Бригада Т. А. Цветковой на протяжении многих лет показывала высокие результаты в труде, была удостоена звания коллектива коммунистического труда.
Указом Президиума Верховного Совета СССР от 8 апреля 1971 года за успехи, достигнутые в развитии сельскохозяйственного производства и выполнении пятилетнего плана продажи государству продуктов земледелия и животноводства, Цветковой Тамаре Андреевне присвоено звание Героя Социалистического Труда с вручением ордена Ленина и золотой медали «Серп и Молот». Награды были вручены в городе Горький.
Т. А. Цветкова была неоднократной участницей Горьковской областной сельскохозяйственной выставки ВДНХ. За успехи в труде она была награждена серебряной медалью ВСХВ, золотой и двумя серебряными медалями ВДНХ.
Избиралась депутатом Городецкого городского Совета 8-го созыва, дважды депутатом районного Совета и четырежды депутатом сельского Совета народных депутатов.

## Награды
Награждена орденом Ленина, медалями.